# بيل فنتون
بيل فنتون (بالإنجليزية: Bill Vinton)‏ هو لاعب كرة قاعدة أمريكي، ولد في 27 أبريل 1865 في وينثروب ‏ في الولايات المتحدة، وتوفي في 3 سبتمبر 1893 في بوتكيت في الولايات المتحدة.

## وصلات خارجية
- بيل فنتون على موقعبيزبول رفرنس.كوم (الدوري الرئيسي) (الإنجليزية)
- بيل فنتون على موقعبيزبول رفرنس.كوم (الدوري الثانوي) (الإنجليزية)